# Sigrid Kolmodin
Sigrid Christina Elisabeth Kolmodin, född 17 oktober 1881 i Visby, död 26 december 1968,  sångerska och sångpedagog i Stockholm. Gjorde debut på Kungliga Teatern 1905 och 1906.
Gift första gången 1906 med bergsingenjör Denis Lindsten. Gift andra gången 1922 i Berlin i Tyskland med Albert Blom som var konsul.
Hon är begravd på Östra kyrkogården i Visby.